# Ломижино
Ломижино (бел. Ламіжына) — упразднённая деревня в Новосёлковском сельсовете Поставского района Витебской области Белоруссии. Упразднена в 2012 году.

## География
Деревня располагалась в 11 км от города Поставы и в 0,5 км от центра сельсовета. В окрестностях деревни протекает река Лучайка.

## История
В 1794 году деревня впервые упоминается в метрических книгах Лучайского костела:
«Ломижино (Łamżyna). 6 апреля 1794 года брат Томаш Столыхво окрестил мальчика по имени Юстын, сына Ивана и Агаты Шишко. Крестные: Винцент Ферковыич и Агата Лещикова». 
В 1873 году в Лучайской волости Вилейского уезда Виленской губернии.
В 1905 году в деревне было 31 житель и 74 десятин земли, в односелье 4 жителя и 1 десятина земли.
В результате советско-польской войны 1919—1921 гг. деревня оказалась в составе Польши (II Речь Посполитая). Административно деревня входила в состав Лучайской гмины Дуниловичского повета Виленского воеводства.
В 1923 году — 7 домов и 40 жителей.
В сентябре 1939 года деревня была присоединена к БССР силами Белорусского фронта РККА.
4 декабря 1939 года деревня вошла в состав Дуниловичского района Вилейской области БССР.
С 15 января 1940 года — в Новосёлковском сельсовете Поставского района.
С 16 июля 1954 года — в Юньковском сельсовете.
В 1963 году — 5 дворов, 12 жителей.
С 27 сентября 1991 года — в Лукашовском сельсовете.
С 24 августа 1992 года — в Новосёлковском сельсовете.
В 2001 году — 4 двора, 8 жителей, в колхозе имени Суворова.